# زلزال أفغانستان يونيو 2022
وقع زلزال بقوة 6.2 في المنطقة الحدودية بين أفغانستان باكستان في 22 يونيو 2022، في الساعة 02:24 بتوقيت أفغانستان (UTC + 4: 30). وفقًا لهيئة المسح الجيولوجي الأمريكية (USGS)، فقد بلغت شدته 5.9 وحدث على عمق 10 كيلومتر (6.2 ميل). شعر به السكان على مسافة أكثر من 500 كـم (310 ميل) في أجزاء من الهند، وفي العاصمة الباكستانية إسلام أباد، وإقليم البنجاب الشرقي، إيران.
لقي ما لا يقل عن 1543 شخصًا مصرعهم وأصيب أكثر من 2000 شخص في جميع أنحاء أفغانستان وباكستان، مما جعله أكثر الزلازل فتكًا في عام 2022 والأكثر دموية في أفغانستان منذ عام 2002. ولحقت أضرار بالغة بأكثر من 25 قرية، ودُمرت مئات المباني. كان الزلزال مدمرا للغاية بالنسبة لحجمه، بسبب مركزه غير العميق تحت منطقة مكتظة بالسكان معرضة للانهيارات الأرضية، وأغلب المباني مصنوعة من الخشب والطين وليست مقاومة للزلازل.

## الزلازل السابقة

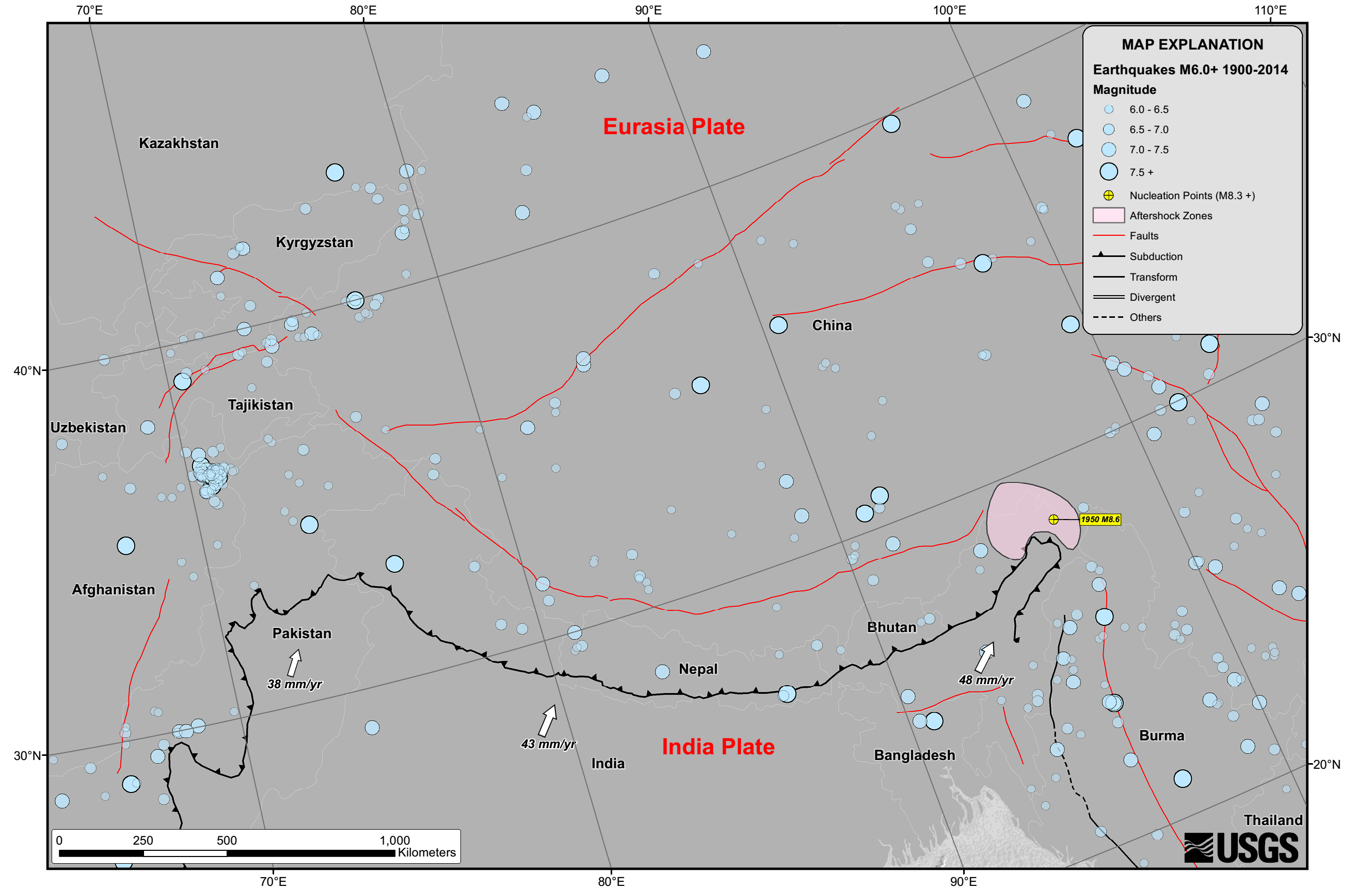
خريطة حدود الصفائح التكتونية لمنطقة جنوب آسيا. تقع أفغانستان على اليسار.

لقي أكثر من 7000 شخص مصرعهم في أفغانستان من الزلازل في العقد الماضي، بمتوسط 560 حالة وفاة في السنة. وتسبب زلزال كبير في عام 2015 في شمال شرق أفغانستان في مقتل أكثر من 200 شخص في البلاد وباكستان المجاورة. في عام 2008، تسبب زلزال بقوة 6.4 درجة في غرب باكستان في مقتل 166 شخصًا وتدمير عدة قرى من الانهيارات الأرضية. وقتلت الزلازل السابقة في 2002 و1998 أكثر من ألف وحوالي 4700 شخص على التوالي.

### الإعدادات التكتونية
يقع جزء كبير من أفغانستان في منطقة واسعة من التشوه القاري داخل الصفيحة الأوراسية. يتأثر النشاط الزلزالي في أفغانستان بانزلاق الصفيحة العربية إلى الغرب والاندساس المائل للصفيحة الهندية في الشرق. يقدر معدل اندساس الصفيحة الهندية على طول الحدود القارية المتقاربة بـ 39 مم/سنة أو أكثر. يرتبط الانضغاط الناتج عن تفاعل الصفائح بالزلازل العالية داخل القشرة الضحلة. يمكن اكتشاف الزلازل حتى عمق 300 كـم (190 ميل) تحت أفغانستان بسبب اندساس الصفيحة. الزلازل العميقة تحت هندو كوش هي نتيجة الحركة على الفوالق التي تستوعب انفصال القشرة المنغمسة. صدع شامان هو فالق تحويلي رئيسي مرتبط بالزلازل الضحلة الكبيرة التي تشكل الحدود العابرة للضغط بين الألواح الأوراسية والهندية. تتكون هذه المنطقة من صدوع الدفع النشط زلزاليًا وصدوع الانزلاق التي استوعبت تشوه القشرة منذ بداية تكوين جبال الهيمالايا. كما جرى تسجيل الزلازل تحت سلسلة جبال سليمان.

### وصف الزلزال
كان الزلزال نتيجة لصدوع الفالق. وذكرت هيئة المسح الجيولوجي الأمريكية أن قوته بلغت 6.1 درجة على عمق 51 كيلومتر (32 ميل)، وجرى مراجعة تلك المعلومات لاحقًا إلى 5.9 أو 6.0 على عُمق 10 كيلومتر (6.2 ميل).

## التأثير

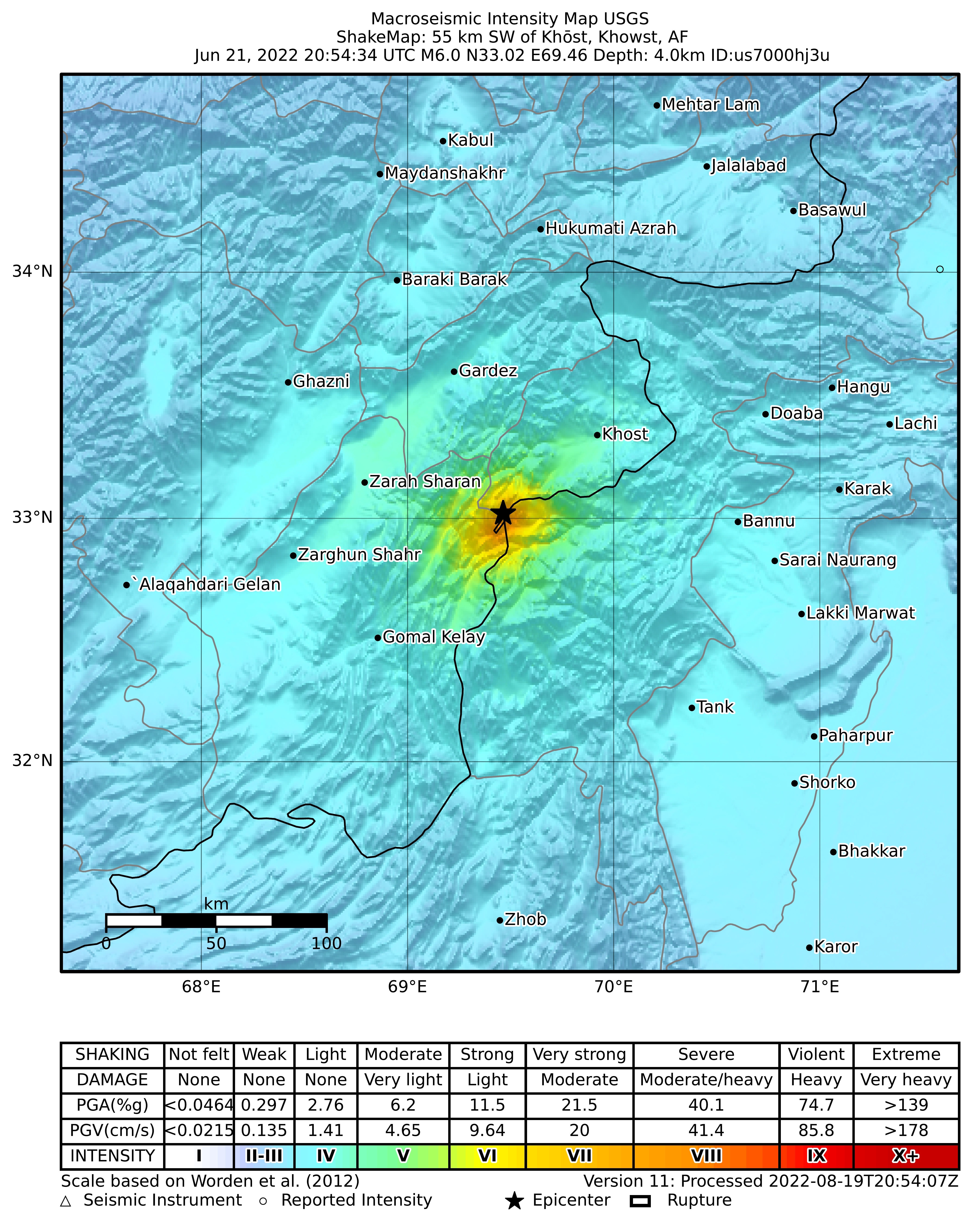
خريطة حركات أرضية قوية بواسطة هيئة المسح الجيولجي الأمريكية تُظهر المستويات المتفاوتة من الشدة التي شعرت بها عبر المنطقة بالنسبة إلى مركز الزلزال السطحي.

### أفغانستان
أكد المسؤولون في أفغانستان أن الزلزال أسفر عن مقتل 1500 شخص على الأقل وإصابة 2000 آخرين. وهو بذلك الزلزال الأكثر دموية في أفغانستان منذ ما يقرب من 25 عامًا. ساهمت حالة الأبنية السيئة وطبيعة مواد البناء في ارتفاع عدد القتلى، لأن تلك المنازل ليست مُقاومة للزلازل. وذكر أحد علماء الزلازل في هيئة المسح الجيولوجي الأمريكية إن الزلزال كان مدمرًا لأن مركز الزلزال السطحي لم يكن عميقًا، ولحدوثه في منطقة مكتظة بالسكان ومعرضة لخطر الانهيار الأرضي حيث لم تُصمم المباني لتحمل اهتزاز الأرض. بالإضافة إلى ذلك، أدت أسابيع من الأمطار الغزيرة قبل الزلزال إلى إضعاف المنازل. وقال رئيس منظمة خيرية إن عدد القتلى من المتوقع أن يرتفع حيث أثر الزلزال على منطقة بعيدة عن المرافق الطبية وحدث ليلاً عندما كان معظم الناس نائمين في منازلهم.
تأثر أكثر من 25 قرية بهذا الزلزال، حيث تدمرت المنازل والمدارس والمستشفيات.
في البداية، ذكرت وكالة أنباء بختار أن إجمالي عدد القتلى 280، بما في ذلك 100 في ولاية باكتيا، وخمسة في ولاية ننكرهار و25 في ولاية خوست. كما أبلغت الوكالة عن وقوع 600 إصابة. في كثير من الحالات. وحث مسؤول في طالبان في وقت لاحق وكالات الإغاثة على إرسال مساعدات إلى المنطقة لمنع وقوع المزيد من الكارثة. ودمرت عدة مبان سكنية في المحافظات المتضررة. وكتب المدير العام لوكالة أنباء بختار على تويتر أن أكثر من 90 منزلا دمرت في ولاية بكتيكا. كما حدثت انهيارات أرضية ودفن أو دمرت منازل في ولاية خوست.

### باكستان
تسبب الزلزال في أضرار وعشرات القتلى في باكستان أيضًا، مما يجعله أكثر الزلازل فتكًا في البلاد منذ عام 2015. وبحسب صحيفة داون المحلية، قُتل 30 من أفراد القبائل. ولقى عشرة آخرون مصرعهم وأصيب 25 آخرون عندما طمر انهيار أرضى قرية في منطقة شمال وزيرستان، مما أثر على 600 شخص. وأُبلغ عن إصابات وخصصت المستشفيات في منطقة شمال وزيرستان ومنطقة جنوب وزيرستان لاستقبال المرضى والمصابين المحتملين. في دارا بيزو، لاكي مروات، خيبر بختونخوا، مات رجل عندما سقط عليه سقف. وتسبب الزلزال والأمطار الغزيرة في وفاة أخرى نتيجة الآثار المشتركة للزلزال والأمطار الغزيرة، مما أدى إلى انهيار سقف آخر. وفي داتخل، شمال وزيرستان، انهارت نقطة تفتيش، مما أسفر عن مقتل جندي وإصابة اثنين. كما تضررت بعض المنازل الطينية. وشعر السكان في اسلام اباد وبيشاور بالزلزال مما أثار الذعر بين السكان. كما شُعر به في إقليم البنجاب.

## الاستجابة المحلية
أطلقت الحكومة الأفغانية عمليات الإنقاذ في البلاد. ووصلت فرق الإنقاذ عبر مروحيات قدمتها وزارة الدفاع. وقال مسؤولون إن عدد القتلى قد يرتفع مع استمرار جهود الإنقاذ لتحديد مكان المزيد من الضحايا. جرى نقل العديد من السكان الجرحى عبر طائرات الهليكوبتر بعيدًا عن المنطقة المنكوبة. كما قامت طائرات الهليكوبتر بإيصال الإمدادات الطبية والغذاء إلى المنطقة.
وفي بيان أصدر المرشد الأعلى هبة الله أخوندزادة تعليماته لوزارة إدارة الكوارث والمحافظين «بالإسراع إلى المنطقة المنكوبة في أسرع وقت ممكن»، وطلب المساعدة الإنسانية من المجتمع الدولي. قال حسن أخوند، رئيس وزراء أفغانستان بالإنابة، إنه جرى تخصيص مليار أفغاني (حوالي 11٫3 million دولار أمريكي) لتلبية احتياجات السكان المتضررين. كما سمح بنقل مواد الإغاثة إلى المنطقة. قال زعيم قبيلة من بكتيكا إن العديد من الناجين وعمال الإنقاذ هرعوا لرعاية المتضررين. أغلقت الشركات المحلية في المنطقة حيث ذهب الناس للمساعدة في المنطقة. وبحسب ما ورد حوصر بعض الناجين تحت الأنقاض المنهارة. جلبت جمعية الهلال الأحمر الأفغاني البطانيات والخيام والطعام للسكان المتضررين.
أرسلت منظمة الطوارئ للمساعدة الطبية الإيطالية سبع سيارات إسعاف وموظفيها إلى المنطقة. وذكر مكتب الأمم المتحدة لتنسيق الشؤون الإنسانية إنه جرى نقل أكثر من 130 من الناجين المصابين إلى أربعة مستشفيات. وأعلنت وزارة الدفاع أن خمس طائرات هليكوبتر شاركت في جهود الإجلاء في باكتيكا. كما جرى إرسال فريق طبي إلى منطقة غايان. وذكرت منظمة اليونيسيف أنه جرى تعيين فرق من العاملين في مجال الصحة والتغذية للعمل في مقاطعتي غايان وبرمال وباكتيكا وسبيرا، خوست. وأنشأت منظمة كير الدولية محطة صحية متنقلة وفريق يتكون من المهنيين الطبيين للتعامل مع الإسعافات الأولية.
تعطل نقل المساعدات إلى المنطقة بسبب الافتقار إلى الطرق المناسبة وسوء الأحوال الجوية. تضررت بعض الطرق بسبب الانهيارات الأرضية الناجمة عن الزلزال وسقوط الأمطار. كما واجهت الحكومة صعوبات في إصدار معلومات محدثة بشأن الوضع بسبب ضعف استقبال الإنترنت. جرى إنقاذ العديد من الناجين من تحت الأنقاض بدون معدات خاصة. رفضت المستشفيات في المنطقة استقبال المرضى بسبب نقص الموارد.
وقالت مصادر عسكرية باكستانية في ميرانشاه إن هناك خططًا لنقل الجرحى عبر الحدود حتى يمكن تنفيذ الإجراءات الطبية. وسيجري إعادة جثث الثلاثين من أفراد القبائل الذين ماتوا في باكستان إلى أفغانستان من حيث أتوا.

## الاستجابة الدولية
كان التعامل مع الكوارث صعبًا لخدمات الطوارئ في أفغانستان حتى قبل وصول طالبان إلى. ذكرت صحيفة واشنطن بوست أنه مع فرار العديد من منظمات الإغاثة الدولية من البلاد بعد الإطاحة بالحكومة السابقة، فمن المرجح أن تكون جهود الإنقاذ بطيئة. ففي الوقت الذي تواجه فيه أفغانستان فيضانات وأزمة اقتصادية، فرضت العديد من الدول عقوبات بعد استيلاء طالبان على السلطة، وخاصة في القطاع المصرفي، مما أدى إلى قطع الكثير من المساعدات الدولية على البلاد. إلا أن المساعدات الإنسانية لا تزال متاحة من وكالات مثل الأمم المتحدة. وقال الممثل الخاص للاتحاد الأوروبي في أفغانستان إن الاتحاد الأوروبي «يراقب الوضع» ومستعد لتقديم المساعدة.
ودعا متحدث باسم وكالات الإغاثة إلى توفير الإمدادات للضحايا من أجل تجنب «كارثة إنسانية». وقال رئيس جمعية الهلال الأحمر الإيراني إن المنظمة مستعدة لتقديم الإغاثة والمساعدة الطبية وجهود الإنقاذ للأطراف المتضررة. في باكستان، كان من المتوقع أن تجلب الشاحنات الأدوية والملاجئ والبطانيات وغيرها من سلع الإغاثة عبر الحدود إلى أفغانستان بناء على أوامر من رئيس الوزراء شهباز شريف في ليلة 22 يونيو. في 23 يونيو، قامت باكستان بتوزيع 8 شاحنات مساعدات تحتوي على خيام وقماش مشمع وبطانيات وأدوية للضحايا في أفغانستان. كما قدم الهلال الأحمر التركي مساعدات في شكل عبوات غذائية إلى 500 أسرة.
ذكر مكتب الأمم المتحدة لتنسيق الشؤون الإنسانية (UN OCHA) في تغريدة على تويتر أنه «سيصدر تحديثًا عاجلاً في وقت لاحق مع مزيد من التفاصيل حول الوضع والاستجابة». وقال نائب الممثل الخاص للأمين العام لأفغانستان إنه يجري تقييم احتياجات المتضررين.
وقالت الأمم المتحدة إن هناك حاجة ماسة إلى توفير الرعاية والضروريات غير الغذائية والغذاء والماء والأدوات الصحية وتوزيعها. وقال مسؤول في الأمم المتحدة إن المنظمة لا تملك القدرة على تنفيذ عمليات البحث والإنقاذ. قدمت الأمم المتحدة طلبا رسميا إلى سفارة تركيا في أفغانستان لتنفيذ المهام. جرى تقييم تكلفة الاستجابة الفورية بقرابة 15 مليون دولارًا أمريكيًا.
قدمت وزارة الخارجية الصينية تعازيها وقالت إنها مستعدة لتقديم المساعدة الطارئة لأفغانستان. كما أعربت الهند عن تعازيها. وقالت وزارة الخارجية إن الهند «لا تزال ملتزمة بتقديم المساعدة والدعم». وفي بيان صادر عن مستشار الأمن القومي في الولايات المتحدة جيك سوليفان، ذكر أن الولايات المتحدة ستلتزم بدعم شعب أفغانستان.
قال سيجي كيهارا، نائب رئيس مجلس الوزراء الياباني، إن الحكومة اليابانية تخطط لتنسيق جهود الإغاثة. وقالت وزارة الشؤون الخارجية في كوريا الجنوبية إنه سيجري تقديم مساعدات إنسانية بقيمة مليون دولار أمريكي. وقدم الصليب الأحمر السنغافوري مساعدة بقرابة 50 ألف دولار أمريكي.

## روابط خارجية
ريليف ويب الصفحة الرئيسية  لهذا الحدث.